# コミュニティセンター進修館

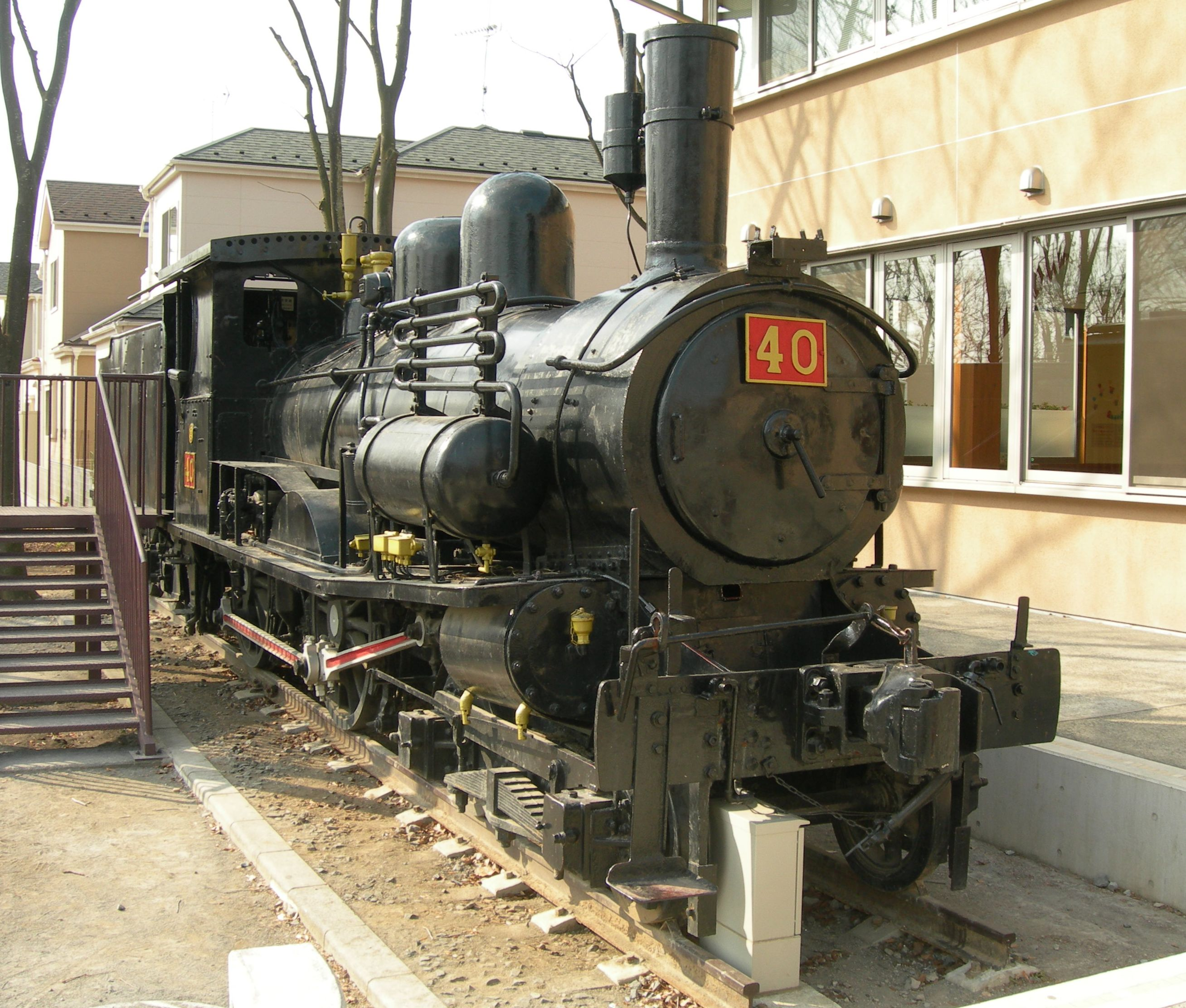
東武鉄道B4形（2010年1月31日）

コミュニティセンター進修館（こみゅにてぃせんたーしんしゅうかん）は、埼玉県宮代町にある公共施設。

## 沿革
- 1980年（昭和55年） - 5月に完成。同年7月に開館。
- 2000年（平成12年） - 開館20年のこの年、再塗装が行われる[1]。費用面から元の打ち放しコンクリート風ではなく、現在の葡萄色となった[1]。
- 2008年（平成20年） - 宮代町役場旧庁舎跡地を広場「四季の丘」とする[2]。彩の国景観賞を受賞[3]。

## 施設
- 1階
  - 大ホール - 最も広い部屋で、ステージが設置されている。定員500名[4]
  - 小ホール - 絨毯敷きのホール。宮代町議会の議場も兼ねる。定員200名[5]
  - 集会室
  - 談話室
  - 調理室
  - 和室 - 18畳+託児室（4畳）[6]
  - 茶室
- 2階
  - ロビー - 喫茶「ぶどうの樹」併設[7]。
- 館外
  - 四季の丘 - 役場の旧庁舎跡地を利用して造成され、基本計画から町民主体による整備が行われた[8]。
  - スキップ広場 - 宮代町役場横の広場。東武鉄道B4形蒸気機関車が静態保存されている[9][10]。